# Добренски манастир
Добренският манастир „Успение Богородично“ (на гръцки: Ιερά Μονή Παναγίας Δοβρά, Йера Мони Панагияс Довра или превода Καλή Παναγία, Кали Панагия, в превод Добра Богородица) е манастир в Република Гърция, част от дем Бер (Верия) на област Централна Македония. Манастирът е под управлението на Берската, Негушка и Камбанийска епархия. Носи името на разрушеното в 1822 година село Добра.

## География
Манастирът е разположен на 3 километра северно от демовия център Бер (Верия) в югоизточните склонове на планината Каракамен (Вермио). Според преброяването от 2001 година манастирът има 27 жители.

## История
Манастирът е един от най-старите в региона. Точната дата на основаването му е неизвестна. Смята се, че е основан в XII век, но първото му споменаване в документи е от XVII век. По време на Негушкото въстание в 1822 година манастирът е ограбен и опожарен от османците, а игуменът Герасим обесен. Съществуващото село Добра, родно място на Анастасиос Каратасос, е разграбено и опустошено. Църквата е възстановена в 1844 година.
През Балканската война в 1912 година в селото влизат гръцки части и след Междусъюзническата в 1913 година селото Добра и манастирът остават в Гърция. В 1926 година името Добра е преведено на Кали Панагия. В 1950 година на територията на манастира е построено и сиропиталище, функциониращо до 1986 година. В 1995 година манастирът е възстановен като действащ. Старата църква - трикорабна базилика с дървен покрив и екзонартекс, е реставрирана. В манастира работи и училище по византийска агиография.
На 20 ноември 1991 година църквата е обявена за защитен паметник.